# Teatro 13
Il Teatro 13 è un teatro di Firenze situato in via Nicolodi 2, zona Campo di Marte.

## Storia
Il teatro è inserito all'inizio del corpo centrale del grande complesso realizzato fra il 1928 e il 1931 per ospitare la sede fiorentina dell'Istituto Nazionale dei Ciechi "Vittorio Emanuele II". Progettato dall'ingegner Mario Malavolti, il grande edificio occupò un vasto quadrilatero dei terreni posti a nord del Campo di Marte che, dopo gli usi militari, vennero destinati alla fine degli anni '20 al nuovo quartiere residenziale.
L'attività del teatro, nel corso degli anni '70, si è andata sempre più riducendo anche a causa delle osservazioni e dei rilievi avanzati dalla Commissione Provinciale di vigilanza, a seguito della visita effettuata nel 1976, soprattutto in relazione allo stato generale dell'impianto elettrico e di emergenza, alle vie di esodo, ai servizi igienici e ai materiali non ignifughi.
Solo col passaggio all'Amministrazione Regionale dell'intero complesso si sono gettate le basi per un utilizzo pubblico della struttura teatrale. Dopo l'assegnazione della struttura al Comune di Firenze che l'ha utilizzata come sede del Consiglio di Quartiere n. 13, nel 1981 è stato redatto un progetto organico di restauro del teatro e di adeguamento alle vigenti normative di sicurezza. I lavori, su progetto redatto per il Comune dall'architetto Luigi Francalanci, sono iniziati nel 1985 e sono stati ultimati nel novembre del 1987. Da allora il teatro, con la nuova denominazione di "Teatro 13", ha iniziato un nuovo periodo di vita ponendosi come una delle strutture più nuove e rispondenti alle esigenze poste da un'attività teatrale di ricerca e sperimentazione sempre più presenti nell'area urbana fiorentina.

## Descrizione
Al teatro, posto al centro dell'edificio subito dopo il grande atrio principale, si accede mediante due porte che immettono nella sala e che sono poste ai lati dell'imponente scalone principale che dall'atrio porta ai piani superiori.
Di forma rettangolare, con una galleria non molto profonda, il teatro assume al suo interno un originale aspetto decò grazie alle decorazioni a stucchi bianchi e dorati, alle decorazioni pittoriche e soprattutto grazie agli elementi di arredo in vetro che si ritrovano nei lampadari e nelle appliques della sala e nelle vetrate poste nella parete di fondo sia al piano della sala che a quello della galleria. Le poltroncine in ferro, risalenti alla metà degli anni '20, provengono dal cittadino Teatro Comunale.
Il palcoscenico, con camerini nel sottopalco, pur di dimensioni medio-piccole, risulta funzionale e ben proporzionato per attività teatrali di prosa e per attività concertistiche. In questa sede, infatti, va ricordato che nel secondo dopoguerra sono state ospitate le selezioni per alcune edizioni del celebre concorso per cantanti lirici intitolato a Enrico Caruso.